# Lambert Roefs

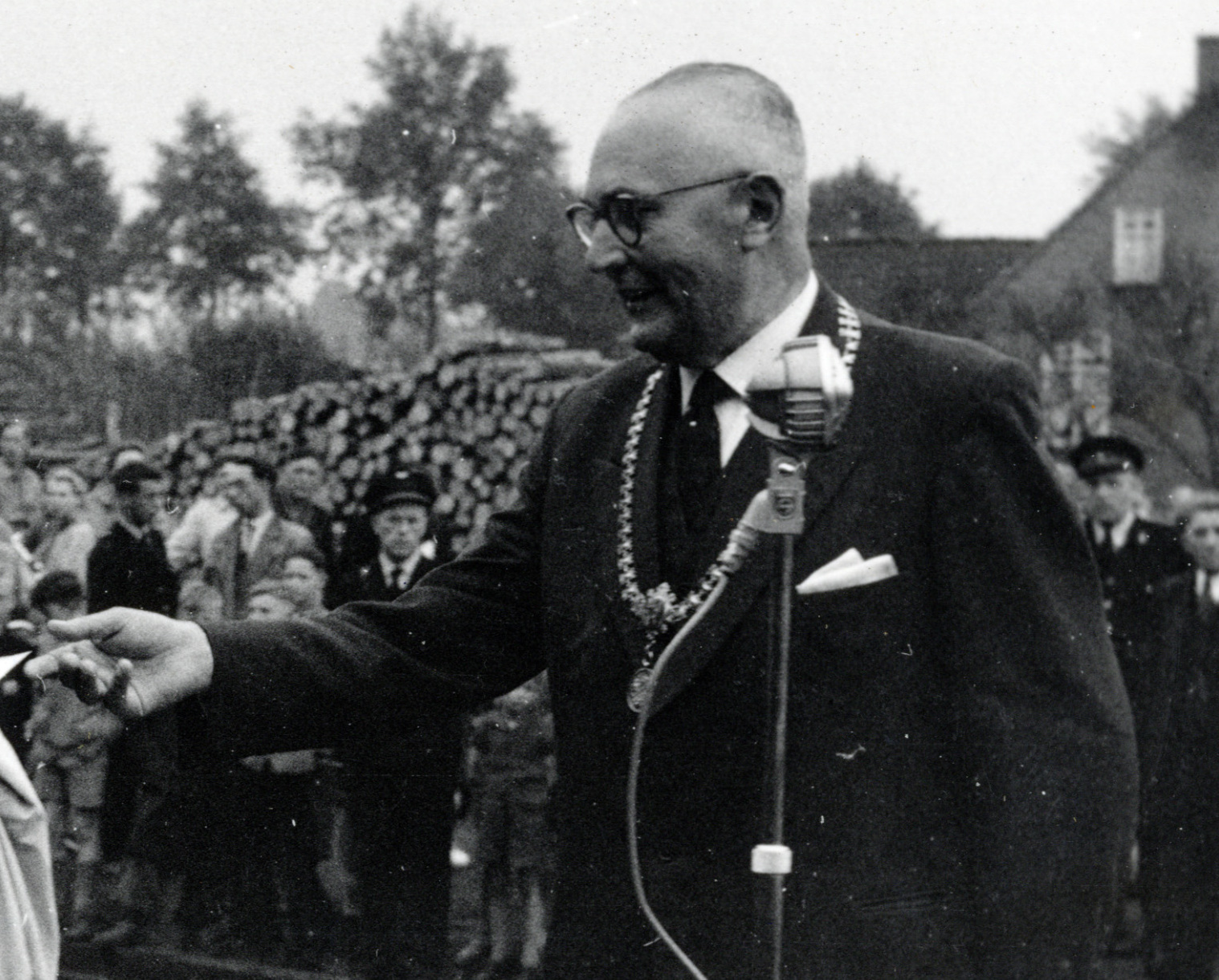
Burgemeester L. Roefs (1956)

Lambertus (Lambert) Roefs (Bakel, 22 december 1894 - Deurne, 31 juli 1960) was een Nederlands burgemeester.

Lambert Roefs was van 1 mei 1947 tot 31 december 1959 burgemeester van Deurne. Daarvoor was hij 15 jaar secretaris van de Gooise gemeente Laren. 
Op 22 december 1894 werd hij in het Bakelse deel van Brouwhuis geboren. Tijdens de Eerste Wereldoorlog moest Roefs, die van de lichting 1914 was, vier jaar lang onder de wapenen. Hij benutte deze tijd met zelfstudie en daarom kon hij in 1919 als klerk in dienst treden bij de gemeente Helmond, waarheen het gezin Roefs inmiddels verhuisd was. Toen hij in 1932 Helmond verliet was hij er chef van de afdeling financiën. 
Al in 1925 had hij in Deurne gesolliciteerd naar het secretarisambt, ofschoon hij als nummer één op de voordrachtslijst stond werd toch de voorkeur gegeven aan Gijsbers. Roefs hoefde zich niet te schamen, want onder de 13 sollicitanten die werden afgewezen bevond zich ook de latere minister-president Louis Beel.
Roefs werkte als adjunctcommies in Helmond toen hij in 1926 trouwde met de Helmondse aannemersdochter Maria Johanna Laurentia Schampers (1902-1967). In 1932 vertrok het gezin Roefs, uiteindelijke bestaand uit twee zoons en vier dochters, vanuit Helmond naar Laren waar Lambert Roefs benoemd werd tot gemeente-secretaris en eerste ambtenaar van de Burgerlijke Stand. Tijdens de bezetting kreeg hij er ook nog een lastige taak als hoofd van de distributiedienst bij. Ook werd hij nog twee maanden door de Duitsers gegijzeld.
Bij zijn feestelijke intocht in Deurne op 10 mei 1947 werd burgemeester Roefs welkom geheten door liefst 36 verenigingen. Er wachtte hem hier geen gemakkelijke taak. Deurne was door de controverse Antoon Coolen-Hub van Doorne en de daarmee samenhangende lokale persstrijd tot op het bot verdeeld. In Deurne was in ieder geval de plaatselijke hockeyclub blij met de komst van de nieuwe burgervader, want zijn zoon Frans, die zich onmiddellijk aanmeldde als lid, hoorde tot de selectie van het nationaal heren-jeugdelftal.
Eenmaal in Deurne liet hij aan de Helmondseweg een ambtswoning bouwen. Dit is het nog bestaande witte pand op de hoek Heuvelstraat-Helmondseweg. Voordat hij daarin zijn intrek kon nemen heeft hij nog geruime tijd in een gedeelte van de pastorie gewoond, nu makelaarskantoor Swinkels aan de Kerkstraat.
De grootste verdienste van burgemeester Roefs is wellicht zijn inspanning voor het onderwijs in Deurne. In 1950 kwam er vooral door toedoen voor de minder goed lerende kinderen de Fatimaschool, voorloper van de Brigantijn. Ook kwamen onder zijn stuwende leiding de Lagere Technische School en het Pius XII-college tot stand. In 1958 werd hij benoemd tot Ridder in de Orde van Oranje-Nassau. Deurne eerde hem door de Hertsweg, waaraan in 1966 het Peellandcollege verscheen, om te dopen in Burgemeester Roefslaan.
Op 31 juli 1960 overleed Lambert Roefs, na 12½ jaar de ambtsketen te hebben gedragen en ruim een half jaar na zijn afscheid als burgemeester van Deurne, en werd op het kerkhof van Deurne-centrum bij de Sint-Willibrorduskerk begraven. Zijn kleindochter Annemarie Penn-te Strake volgde hem in het ambt en werd in 2015 burgemeester van Maastricht.